# Асоціація Королев України
«Асоціація Королев України» — громадська організація, організатор конкурсу краси «Charity Queen» та церемонії нагородження «Charity Queen Awards».

## Історія
«Асоціацію Королев України» було засновано Іриною Оськіною та Оленою Бринзою. У 2021 році при асоціації було видано перший випуск журналу про моду «Ukrainian Queens». 18 березня у Києві відбулось нагородження переможців премії «Родина року» 2021, співорганізаторкою якого була Ірина Оськіна, на якому учасниці асоціації виступили на показі моди. В листопаді представниці «Асоціації Королев України» побували на тижні моди «Vie Fashion Week» у Дубаї. Тоді ж відбулась фотосесія представниць асоціації у Аравійській пустелі, серед піщаних барханів. 14 грудня у Києві відбувся конкурс краси «GRAND QUEEN UKRAINE 2021» та церемонія нагородження «QUEENS AWARD CEREMONY 2021», співорганізаторами якого була «Асоціація Королев України». Переможницею конкурсу стала Міланія Монастирська, а серед журі були: Ілля Волох, Олександр Пікалов, Світлана Вольнова, Стелла Захарова, Жан Гріцфельдт, Влада Литовченко, та інші. Також на заході виступали: гурт Kazka, співачка ALYOSHA, дует ANNA MARIA та інші українські виконавці.
28 серпня 2023 року в готельно-ресторанному комплексі KNZS у Конча-Заспі біля Києва відбувся благодійний конкурс краси «Charity Queen» та церемонія нагородження премії «Charity Queen Awards», організовані «Асоціацією Королев України». 5 грудня у Києві відбулась друга благодійна подія з назвою «Charity Queen of Ukraine 2.0», та відповідно церемонія нагородження.

Фото «Асоціації Королев України»
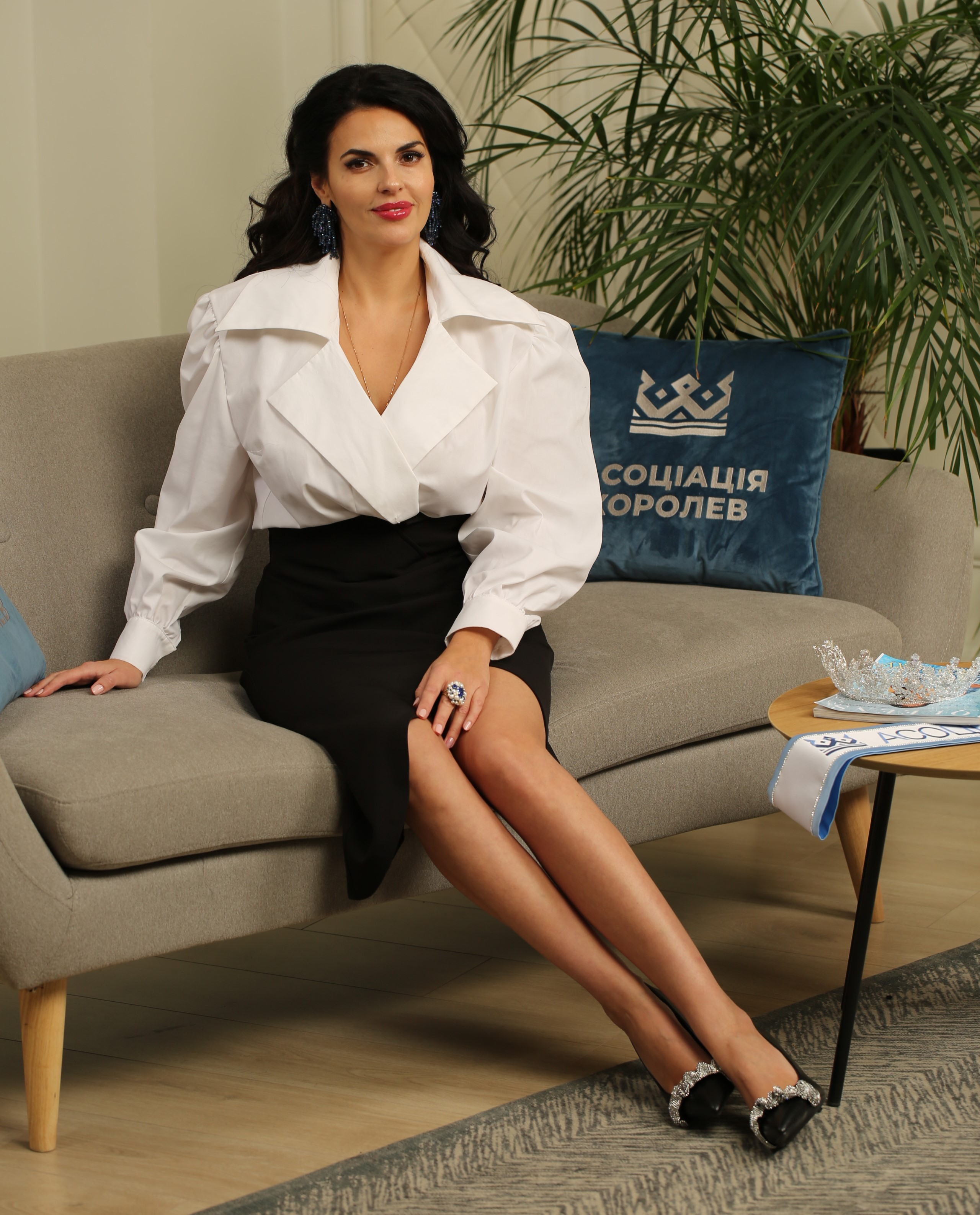
Співзасновниця та голова організації Ірина Оськіна
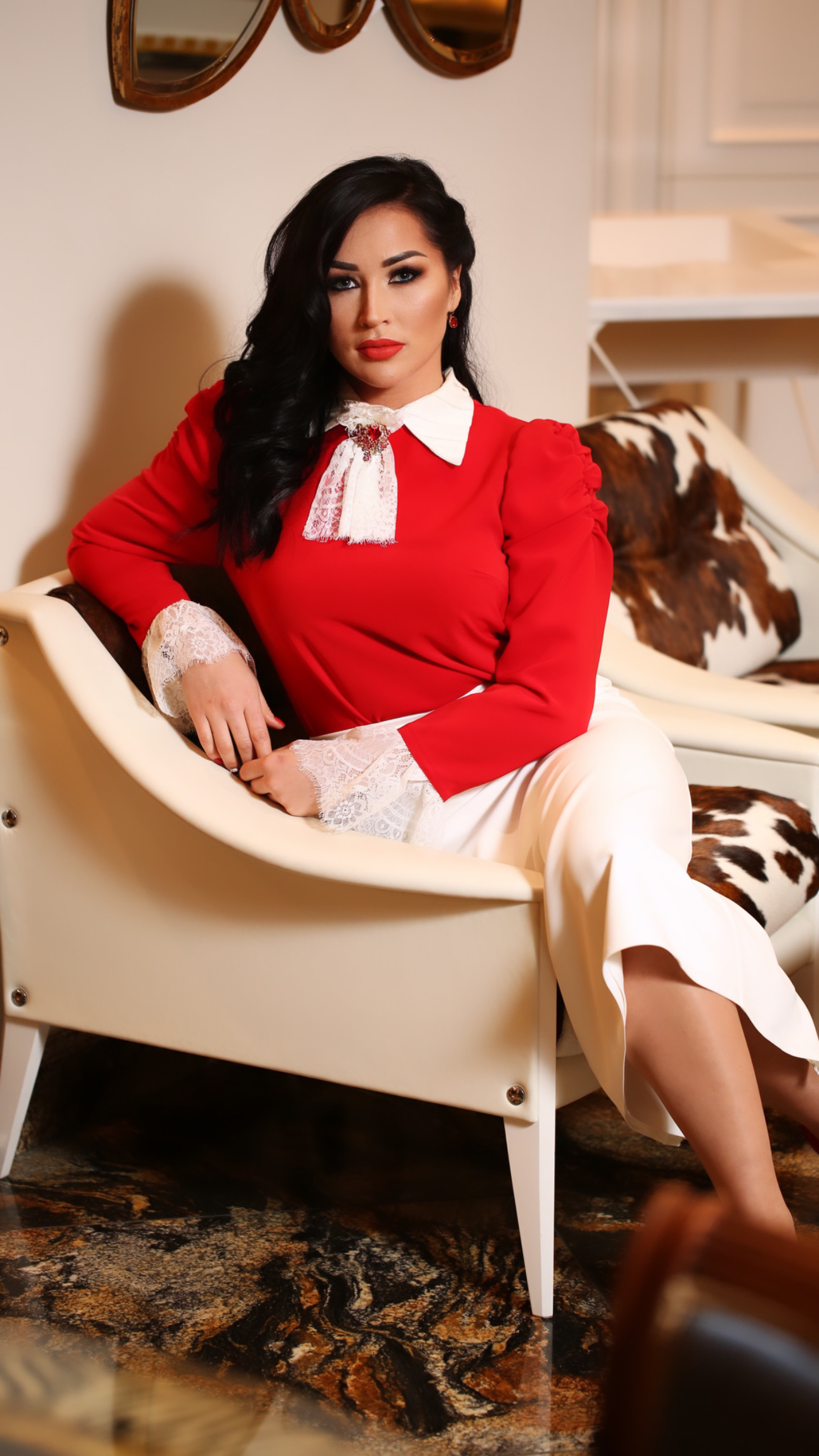
Співзасновниця організації Олена Бринза
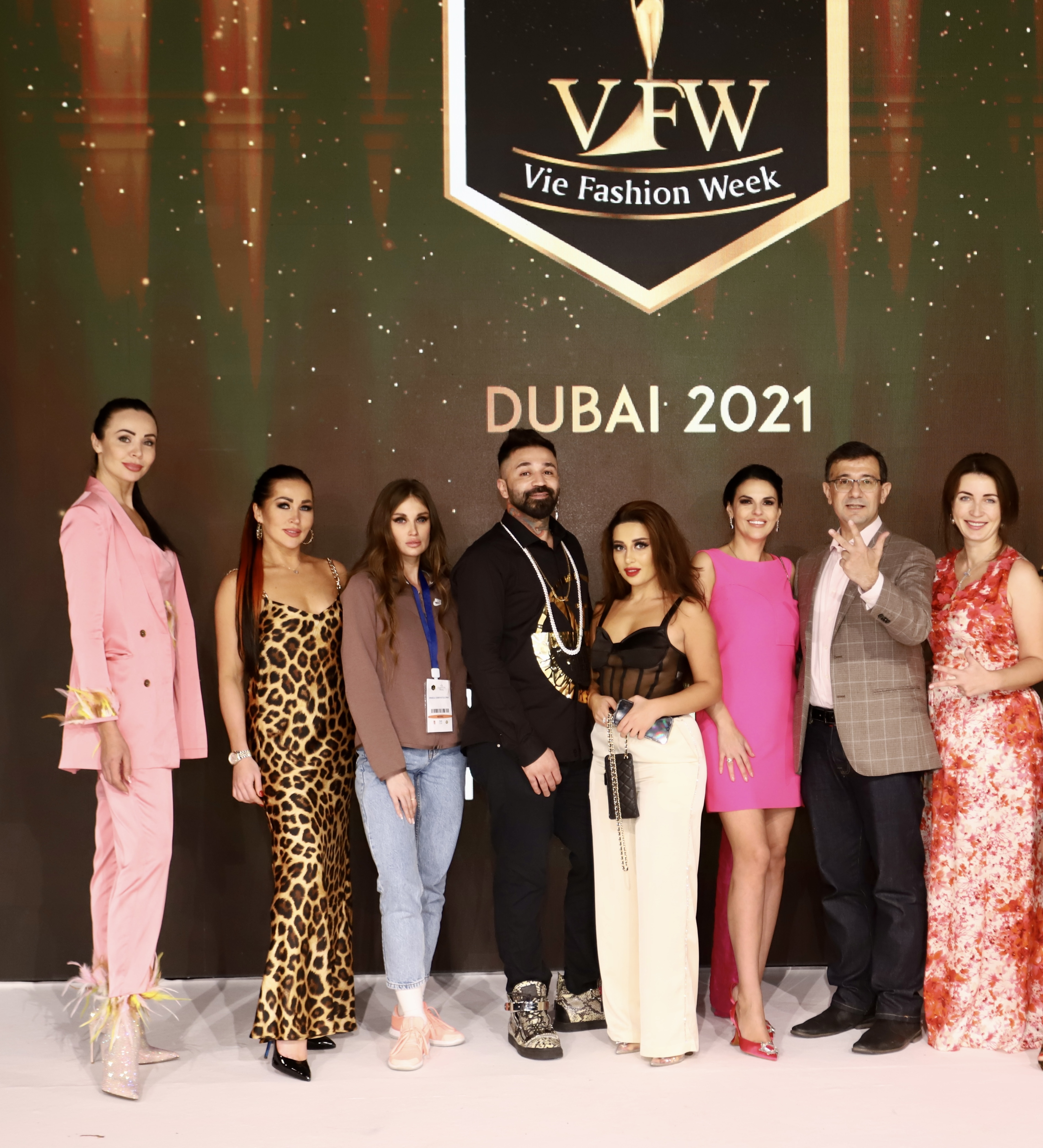
Представниці «Асоціації Королев України» на тижні моди «Vie Fashion Week»

## Charity Queen
Charity Queen — український благодійний конкурс краси, що організовується «Асоціацією Королев України», на якому проводиться церемонія нагородження волонтерської премії «Charity Queen Awards». Вперше відбувся 28 серпня 2023 року в Києві. Зібрані кошти на заході були відправлені на підтримку 68-ї окремої єгерської бригади. Ведучими заходу були актор Геннадій Попенко та ведуча Ольга Вороніна, а в складі журі були журналістка Марина Кінах, телеведучий В'ячеслав Соломка, редакторка Ірина Татаренко, ведуча й фітнес-тренерка Марина Боржемська, голова ВГО «Правозахисна спілка інвалідів» Олександр Вознюк, громадський діяч Вадим Руденко, інфлюенсерка Тетяна Савіцька та інші. На заході також виступали: співачка Kamaliya, дует SESTRA, співак Andre Kriche, співачка Люся Кава та гурт PROBASS ∆ HARDI. Крім того, в рамках благодійного проєкту було проведено акцію «Разом до школи», в якій брали участь діти загиблих героїв війни.
На другому заході, що відбувся 5 грудня 2023 року в Києві, було зібрано 200 тисяч гривень на підтримку 68-ї окремої єгерської бригади. Ведучими конкурсу та церемонії нагородження були Андрій Чорновол та Іван Городецький. Переможицею конкурсу стала Дарія Бакланова. На заході виступали гурт Chico & Qatoshi, співак PTASHKIN, співак Dima Prokopov, співачка Поліна Дашкова, гурт SESTRA та новий український гурт DUBKY. Волонтерську відзнаку отримали благодійні організації, фонди та волонтери: БФ «Світлий», БФ «Ескулаб», БФ «Народжені Перемагати», благодійний дитячий фестиваль «Амбасадор Дитинства», блогерку Анну Алхім, український телеканал «Телевсесвіт» та інших.